# Resolutie 1141 Veiligheidsraad Verenigde Naties
Resolutie 1141 van de Veiligheidsraad van de Verenigde Naties werd unaniem door de VN-Veiligheidsraad aangenomen op 28 november 1997. De resolutie richtte de MIPONUH-overgangsmissie in Haïti op.

## Achtergrond
Na decennia onder dictatoriaal bewind won Jean-Bertrand Aristide in december 1990 de verkiezingen in Haïti. In september 1991 werd hij met een staatsgreep verdreven. Nieuwe verkiezingen werden door de internationale gemeenschap afgeblokt waarna het land in de chaos verzonk. Na Amerikaanse bemiddeling werd Aristide in 1994 in functie hersteld.

## Inhoud

### Waarnemingen
De UNTMIH-missie die met resolutie 1123 werd opgericht liep op 30 november ten einde. De VN-politie en -missies speelden een belangrijke rol bij de professionalisering van de politie en herstel van justitie in Haïti. Voor die eerste doelstelling was het ontwikkelingsplan nationale Haïtiaanse politie voor 1997-2001 opgesteld.

### Handelingen
Het belang van een professionele en volledig functionerende politie met voldoende grootte en structuur was belangrijk voor een democratie en het herstel van justitie. Daarom werd de VN-Burgerpolitiemissie in Haïti (MIPONUH) opgericht met een eenmalig mandaat tot 30 november 1998 en bestaande uit 300 politie-agenten. Deze missie moest Haïti verder bijstaan bij de professionalisering van haar politieapparaat. Nog meer hulp zou van de gespecialiseerde organisaties moeten komen. Secretaris-generaal Kofi Annan werd ten slotte gevraagd om tot het einde van het mandaat driemaandelijks te rapporteren over de uitvoering van deze resolutie.

## Verwante resoluties
- Resolutie 1086 Veiligheidsraad Verenigde Naties (1996)
- Resolutie 1123 Veiligheidsraad Verenigde Naties
- Resolutie 1212 Veiligheidsraad Verenigde Naties (1998)
- Resolutie 1277 Veiligheidsraad Verenigde Naties (1999)

Lijst ·  1093 ·  1094 ·  1095 ·  1096 ·  1097 ·  1098 ·  1099 ·  1100 ·  1101 ·  1102 ·  1103 ·  1104 ·  1105 ·  1106 ·  1107 ·  1108 ·  1109 ·  1110 ·  1111 ·  1112 ·  1113 ·  1114 ·  1115 ·  1116 ·  1117 ·  1118 ·  1119 ·  1120 ·  1121 ·  1122 ·  1123 ·  1124 ·  1125 ·  1126 ·  1127 ·  1128 ·  1129 ·  1130 ·  1131 ·  1132 ·  1133 ·  1134 ·  1135 ·  1136 ·  1137 ·  1138 ·  1139 ·  1140 ·  1141 ·  1142 ·  1143 ·  1144 ·  1145 ·  1146